# رودخانه سیاه
رودخانه سیاه (انگلیسی: Black River) فیلمی در ژانر درام به کارگردانی ماساکی کوبایاشی است که در سال ۱۹۵۷ منتشر شد.

## خلاصه فیلم
داستان در مورد مثلث عشقی بین یک دانشجوی خوش ذات، دوست دختر از همه جا بی‌خبر او و تبهکاری خرده‌پا است...